# Comment faire pousser une planète ?
Comment faire pousser une planète ? est une série documentaire produite par la BBC et diffusée pour la première fois sur la chaîne BBC Two. Le Professeur Iain Stewart y présente les plus importants changements rencontrés par notre planète lors de sa colonisation par les plantes.

## Épisodes
| No. | Titre                       | Titre original         | Directeur              | Producteur             | Première diffusion (UK) |
| --- | --------------------------- | ---------------------- | ---------------------- | ---------------------- | ----------------------- |
| 1   | "La lumière, source de vie" | "Life from Light"      | Nick Shoolingin-Jordan | Nick Shoolingin-Jordan | 7 février 2012          |
| 2   | "La force des fleurs"       | "The Power of Flowers" | Nigel Walk             | Nigel Walk             | 14 février 2012         |
| 3   | "Le compétiteur"            | "The Challenger"       | Nick Shoolingin-Jordan | Nick Shoolingin-Jordan | 21 février 2012         |